# Chyzer Kornél
Chyzer Kornél (teljes nevén: Chyzer Kornél Ignác Ferenc) (Bártfa, 1836. január 4. – Budapest, 1909. szeptember 21.) magyar orvos, balneológus, zoológus, miniszteri osztálytanácsos, a Magyar Tudományos Akadémia tagja, a magyar közegészségügy egyik úttörője. Szerteágazó munkásságot folytatott, hiszen foglalkozott filoxérakutatással, rovartannal, a magyarországi édesvízi halakkal, azonban a balneológiai és népegészségügyi tárgyú munkái a legjelentősebbek.

## Életpályája
Chyzer János és Hirholtzer Mária fiaként született. A hat gimnáziumi osztályt Bártfán, a hetediket Kassán, a nyolcadikat Temesvárt járta. Az orvosi egyetemet 1857-ben Pesten kitűnő eredménnyel végezte el. 1858-ban állami ösztöndíjjal Bécsbe küldték, hogy az élettanban és az állattanban kiképezze magát. 1860-ban a Magyar Nemzeti Múzeum állattani osztályán őrsegéd lett, ugyanakkor a pesti Városi Főreáltanoda helyettes természetrajz tanáraként is dolgozott. 1861-ben Bártfa városi és fürdő-főorvosául választotta meg, e minőségben 1869-ig működött. Ekkor Zemplén vármegye tiszti főorvosa lett és Sátoraljaújhelyre költözött.
A kormány miniszteri biztosaként érdemeket szerzett az 1872–73. évi Zemplén vármegyei kolerajárvány leküzdésében. Az 1874-ben gróf Szapáry Gyula belügyminiszter elnöklete alatt e tárgyban összeült tanácskozás őt bízta meg a koleráról szóló népszerű utasítás megírásával. 1892 végén a belügyi magyar királyi minisztériumba a közegészségügy vezetésével megbízott miniszteri osztálytanácsosnak nevezték ki, mely állásában haláláig sokat tett a hazai közegészségügy fejlesztése terén.
A Magyar Tudományos Akadémia 1861. december 20-án levelező tagjául választotta; rendkívüli tagja lett a közegészségi tanácsnak is, mindjárt annak megalakításakor. Jelentős része volt a Magyar Orvosok és Természetvizsgálók Vándorgyűléseinek újjászervezésében is, s az üléseknek egy alkalommal titkára, majd alelnöke is volt. A hazai fürdők ismertetése, népszerűsítése körül régi időtől fogva mindig buzgón munkálkodott. Az 1885. évi országos kiállítás egészségügyi bizottsága őt bízta meg a hazai fürdők ismertetésével. Az ugyanez alkalommal rendezett országos orvosi kongresszus őt bízta meg, hogy referáló előadást tartson a közegészségügyi szolgálatról a községekben. Előadásában kimutatta a körorvosi intézménynek az 1876. évi törvény alapján való teljes tarthatatlanságát.
1868-ban dr. Orzovenszky Károly és dr. Felletár Emil társaságában Fürdői Lapok cím alatt balneológiai folyóiratot indított, egyúttal részt vett az Országos Balneologiai Egyesület megalapításában. Utazásairól, amelyek Spanyolországot kivéve Európa minden országára kiterjedtek, beszámolt, kivéve a keletit, melyet az agg Szemere Miklós társaságában tett meg. Az Északon, Nyugaton és az Útirajzok a berlini higiéniai kiállításról és több külföldi fürdőből sok érdekes néprajzi adatot tartalmaznak. Emberbaráti működésének volt köszönhető az általa alakított Zemplén vármegyei orvos-gyógyszerészi segélyező egyesület.

## Főbb művei
- A pesti levéllábú héjjanczokról (Mathematikai és Természettudományi Közlemények, 1861);
- Zemplén megye közegészségügyi viszonyai, (1871);
- Magyarország gyógyhelyei és ásványvizei (1885, németül és franciául is);
- A magyar orvosok és természetvizsgálók vándorgyűléseinek története 1840-től 1890-ig  (1890);
- Araneae Hungariae I. kötete (1892, latinul, MTA kiadása);
- Összeállította Az egészségügyre vonatkozó törvények és rendeletek gyűjteményét (1. – 3. 1894 – 1905; 4. Kampis Jánossal, 1912)